# کول کمپ جانکشن (میزوری)
کول کمپ جانکشن (به انگلیسی: Cole Camp Junction) یک منطقهٔ مسکونی در ایالات متحده آمریکا است که در شهرستان بنتون، میزوری واقع شده‌است. کول کمپ جانکشن ۲۸۱٫۹۴ متر بالاتر از سطح دریا واقع شده‌است.